# Эстония на зимних Олимпийских играх 1936
Эстония принимала участие в Зимних Олимпийских играх 1936 года в Гармиш-Партенкирхене (Германия) во второй раз за свою историю, но не завоевала ни одной медали. Сборная страны состояла из 5 спортсменов (3 мужчины, 2 женщины).
Карин Пеккерт-Форсман стала первой женщиной, представлявшая Эстонию на Олимпиаде. 7-8 февраля принимала участие в соревнованиях по горнолыжному спорту на горнолыжном комплексе «Гудиберг» неподалеку от Гармиш-Партенкирхена.  В горнолыжной комбинации Карин заняла 26-е место, набрав 62,31 очка. В скоростном спуске показала 31-е время (7 минут 58,4 секунды), в слаломе — 21-е (3.53,0).
Хелена Михельсон, выступавшая в парном катании с Эдуардом Хийопом, стартовала 13 февраля.

## Участники
| Вид спорта         | Мужчин | Женщин | Спортсмены |
| ------------------ | ------ | ------ | ---------- |
| Горнолыжный спорт  | 0      | 1      | 1          |
| Лыжные гонки       | 1      | 0      | 1          |
| Фигурное катание   | 1      | 1      | 2          |
| Конькобежный спорт | 1      | 0      | 1          |
| Итого              | 3      | 2      | 5          |